# Veon
VEON Ltd. (precedentemente VimpelCom Ltd.) è una multinazionale delle telecomunicazioni fondata a Mosca, registrata a Bermuda e con sede ad Amsterdam. Offre servizi integrati di telefonia mobile e fissa. È controllata per il 47,9% dall'olandese LetterOne del magnate russo Michail Fridman.
È quotata alla Borsa di New York, al NASDAQ e ad Euronext Amsterdam.

## Storia
Nel 1992 nasce a Mosca Vimpel-Communications (VimpelCom), una società di telecomunicazioni russa fondata da Dmitrij Zimin, uno scienziato russo, e da Augie K. Fabela II, un giovane imprenditore statunitense, per lanciare in Russia la telefonia mobile ancora agli albori. Nel 1993 i due lanciano il marchio Beeline.
Nel 1996 PJSC VimpelCom, già leader del mercato cellulare di Mosca (e automaticamente il più grande operatore mobile in Russia), diventa la prima compagnia russa ad avere le azioni quotate alla Borsa di New York (con "VIP" come simbolo). I principali azionisti sono Telenor, una conglomerata di telecomunicazioni norvegese, e Alfa Group, società del magnate russo Michail Fridman.  Tra loro ci sarà una lotta durata anni per il controllo di questa impresa e di altre aziende di telecomunicazione nell'Europa orientale.
Nel 2008 PJSC VimpelCom rileva una partecipazione del 49,9% in Euroset, il più grande rivenditore di telefonia mobile in Russia e nella CSI, appartenuto in precedenza al suo fondatore Evgenij Čičvarkin.
Nel 2009 Telenor e Alfa decidono di fondere le proprie attività in Vimpel-Communications e Kyivstar (l'operatore wireless numero uno in Ucraina) dando vita a VimpelCom (registrata a Bermuda). La guida viene affidata (e lo sarà sino al maggio 2011) a Aleksandr Izosimov.
Nell'ottobre 2010 la nuova società unita acquisisce da Naguib Sawiris due gruppi: Orascom Telecom Holding S.A.E., la più grande impresa di telefonia mobile del Nordafrica, e Wind Telecomunicazioni S.p.A., la terza più grande compagnia di telefonia mobile in Italia.
Il 27 febbraio 2017 VimpelCom cambia nome e brand: diventa VEON, già nome di un'app di messaggistica sviluppata dall'azienda olandese.
Fridman è il singolo maggiore azionista, attraverso LetterOne, con il 47,9% del capitale, Telenor ha poco meno del 20%. Il 3 aprile VEON annuncia la quotazione su Euronext Amsterdam, a partire dal 4 aprile 2017.
Il 19 luglio 2017 VEON lancia la Personal Internet Platform denominata VEON nei principali mercati: Italia, Russia, Ucraina, Bangladesh, Pakistan, Georgia.  La piattaforma offre esperienze e opportunità internet contestualizzate e personalizzate, consentendo ai clienti di chiamare, chattare, leggere, guardare, ascoltare e condividere contenuti multimediali, gestire l'account (ricaricare, attivare / disattivare i servizi).
Il 27 marzo 2018 Jean-Yves Charlier, amministratore delegato di VEON, rassegna le dimissioni, le sue funzioni  sono temporaneamente assunte dalla presidente della società, Ursula Burns.

## Controversie
Nell'estate del 2015 il Dipartimento di Giustizia degli Stati Uniti sostiene che VimpelCom abbia utilizzato una rete di società di comodo e contratti di consulenza fasulli per incanalare tangenti a un parente stretto del presidente dell'Uzbekistan, in cambio dell'accesso al mercato delle telecomunicazioni di quel paese.  Il board della società di telecomunicazioni norvegese Telenor, azionista di minoranza, interrompe i rapporti di consulenza con l'ex amministratore delegato di VimpelCom, Jon Fredrik Baksaas, a causa delle continue indagini della polizia.
Nel novembre 2015 l'amministratore delegato della società, Jo Lunder, è arrestato per corruzione all'aeroporto di Oslo, in Norvegia. L'accusa è che in cambio di una licenza operativa, VimpelCom abbia dato $ 57,5 milioni ad una società collegata a Gulnara Karimova, figlia del presidente uzbeko Islam Karimov.
La Securities and Exchange Commission annuncia il 18 febbraio 2016 un accordo globale con il Dipartimento di Giustizia degli Stati Uniti e le autorità olandesi con cui si chiede che VimpelCom Ltd. paghi più di $ 795 milioni per risolvere le violazioni della Foreign Corrupt Practices Act (FCPA) per vincere affari in Uzbekistan.

## Società controllate e partecipazioni
- OJSC VimpelCom (100%)
  - OJSC «New telephone company»
  - Golden Telecom e Golden Telecom Ukraine (Delaware, Stati Uniti, acquisita nel 2007)
    - Corbina Telecom (acquisita nel 2006)
    - Cityline (ISP) (acquisita nel 2001)
    - Global TeleSystems (GTS), formerly San Francisco Moscow Teleport (SFMT), fondata nel 1983 da VNIIPAS e da un team americano che includeva George Soros
      - EDN Sovintel (joint venture sovietico-americana fondata nel 1990, acquisita nel 2001)
      - SovAm (Soviet-American) Teleport (fondata nel 1990 da SFMT)
        - GlasNet
        - Russia-On-Line  (acquisita nel 1999)
- Kyivstar (100%)
- Global Telecom Holding S.A.E. (51,7%)[11]
- Euroset (50%)

## I marchi
- Beeline in  Russia,  Armenia,  Kazakistan,  Georgia,  Kirghizistan,  Tagikistan,  Laos e  Uzbekistan;
- Kyivstar in  Ucraina;
- Djezzy in  Algeria;
- Jazz in  Pakistan;
- Banglalink in  Bangladesh.

## Azionisti
Struttura dell'azionariato di VEON:
- 47,9% - LetterOne controllata da Mikhail Fridman.
- 8,3% - The Stichting
- 24,1% - flottante

Data: gennaio 2018